# Kyndahl Hill
Kyndahl James Hill  (Houston, Texas; 21 de agosto de 1994) es un baloncestista estadounidense que pertenece a la plantilla del BCM U Pitești  de la Liga Națională rumana. Con 2,01 metros de estatura, juega en la posición de alero.

## Trayectoria deportiva

### Universidad
Jugó cuatro temporadas con los Weber State de la Universidad Estatal de Weber, en las que promedió 7,7 puntos, 5,6 rebotes y 1,0 tapones por partido. En 2016 fue elegido mejor jugador de banquillo de la Big Sky Conference.

### Profesional
Tras no ser elegido en el Draft de la NBA de 2017, firmó su primer contrato profesional con el Randers Cimbria de la Basket Ligaen danesa, donde jugó una temporada en la que promedió 16,2 puntos y 7,3 rebotes por partido, liderando a su equipo en ambas estadísticas.
El 15 de agosto de 2018 cambió de liga para fichar por el BK Zaporizhya de la Superliga de Ucrania. Allí jugó también una única temporada, promediando 16,4 puntos y 8,2 rebotes por encuentro.
La temporada siguiente permaneció en Ucrania, fichando por uno de los equipos fuertes de la liga, el Kiev-Basket, donde no tuvo tanto protagonismo, disputando una temporada en la que promedió 10,0 puntos y 5,4 rebotes. El 16 de julio de 2020 volvió a cambiar de airer, al fichar por el Mitteldeutscher BC de la Basketball Bundesliga alemana.